# Campeonato Africano de Atletismo de 2012 - 100 m com barreiras feminino
A prova dos 100 metros com barreiras feminino do Campeonato Africano de Atletismo de 2012 foi disputada entre os dias 27 e 28 de junho de 2012 no Estádio Charles de Gaulle em Porto Novo,  no Benim. 

## Recordes
Antes desta competição, os recordes mundiais e do campeonato nesta prova eram os seguintes:
|                       | Nome             | Nacionalidade | Tempo  | Local        | Data                 |
| --------------------- | ---------------- | ------------- | ------ | ------------ | -------------------- |
| Recorde mundial       | Yordanka Donkova | Bulgária      | 12s 21 | Stara Zagora | 20 Agosto de 1988    |
| Recorde do campeonato | Glory Alozie     | Nigéria       | 12s 77 | Dakar        | 19 de agosto de 1998 |
| Recorde africano      | Glory Alozie     | Nigéria       | 12s 44 | Mônaco       | 8 de agosto de 1998  |
| Recorde africano      | Glory Alozie     | Nigéria       | 12s 44 | Bruxelas     | 28 de agosto de 1998 |
| Recorde africano      | Glory Alozie     | Nigéria       | 12s 44 | Sevilha      | 28 de agosto de 1999 |

## Medalhistas
| Ouro             | Prata               | Bronze                |
| Gnima Faye (SEN) | Amina Ferguen (ALG) | Uhunoma Osazuwa (NGR) |

## Cronograma
Todos os horários são locais (UTC+1).
| Data        | Hora  | Evento  |
| ----------- | ----- | ------- |
| 27 de junho | 16:00 | Bateria |
| 28 de junho | 14:40 | Final   |

## Resultados

### Bateria
Qualificação: 2 atletas de cada bateria (Q) mais os 2 melhores qualificados (q).
| Posição | Bateria | Raia | Atleta              | Nacionalidade       | Tempo | Notas |
| ------- | ------- | ---- | ------------------- | ------------------- | ----- | ----- |
| 1       | 2       | 5    | Gnima Faye          | Senegal             | 13.92 | Q     |
| 2       | 2       | 7    | Seun Adigun         | Nigéria             | 14.03 | Q     |
| 2       | 3       | 4    | Amina Ferguen       | Argélia             | 14.03 | Q     |
| 4       | 1       | 2    | Rosvitha Okou       | Costa do Marfim     | 14.21 | Q     |
| 5       | 3       | 5    | Uhunoma Osazuwa     | Nigéria             | 14.26 | Q     |
| 6       | 1       | 4    | Jessica Ohanaja     | Nigéria             | 14.34 | Q     |
| 7       | 1       | 5    | Rosa Rakotozafy     | Madagáscar          | 14.35 | q     |
| 8       | 3       | 3    | Claudia Viljoen     | África do Sul       | 14.49 | q     |
| 9       | 3       | 2    | Rahamatou Dramé     | Mali                | 14.55 |       |
| 10      | 1       | 6    | Linda Simon         | Gana                | 14.57 |       |
| 10      | 1       | 3    | Yamina Hjaji        | Marrocos            | 14.57 |       |
| 12      | 2       | 8    | Rosina Amenebede    | Gana                | 14.61 |       |
| 13      | 3       | 7    | Adja Arette Ndiaye  | Senegal             | 14.64 |       |
| 14      | 2       | 4    | Lecabela Quaresma   | São Tomé e Príncipe | 15.59 |       |
| 15      | 2       | 6    | Ansulet Potgieter   | África do Sul       | 17.25 |       |
| 16      | 2       | 2    | Bibiana Olama       | Guiné Equatorial    | 18.31 |       |
| 99      | 1       | 7    | Marthe Koala        | Burquina Fasso      | DNS   |       |
| 99      | 1       | 8    | Konjot Teshome      | Etiópia             | DNS   |       |
| 99      | 2       | 3    | Fiona Asigbee       | Gana                | DNS   |       |
| 99      | 3       | 8    | Carole Kaboud Mebam | Camarões            | DNS   |       |
| 99      | 3       | 6    | Telma Cossa         | Moçambique          | DNS   |       |

### Final
| Posição           | Raia | Atleta          | Nacionalidade   | Tempo | Notas |
| ----------------- | ---- | --------------- | --------------- | ----- | ----- |
| Medalha de ouro   | 3    | Gnima Faye      | Senegal         | 13.36 |       |
| Medalha de prata  | 4    | Amina Ferguen   | Argélia         | 13.56 |       |
| Medalha de bronze | 7    | Uhunoma Osazuwa | Nigéria         | 13.61 |       |
| 4                 | 8    | Jessica Ohanaja | Nigéria         | 13.63 |       |
| 5                 | 1    | Rosa Rakotozafy | Madagáscar      | 13.70 |       |
| 6                 | 5    | Rosvitha Okou   | Costa do Marfim | 13.74 |       |
| 7                 | 1    | Claudia Viljoen | África do Sul   | 13.97 |       |
| 08 !              | 2    | Seun Adigun     | Nigéria         | DSQ   |       |

Legenda
| Recorde mundial       | Recorde mundial (World record)               |                       | Recorde africano                      | Recorde africano (African) |                                           | Q | Classificado por posição (Qualified) |
| Recorde do campeonato | Recorde do campeonato (Championship record)  | Recorde da América    | Recorde da América (Americas)         | q                          | Classificado por melhor tempo (Qualified) |   |                                      |
| Melhor marca do ano   | Melhor marca do ano (World leading)          | Recorde asiático      | Recorde asiático (Asian)              | DNS                        | Não largou (Did not start)                |   |                                      |
| Recorde nacional      | Recorde nacional (National record)           | Recorde europeu       | Recorde europeu (European)            | DNF                        | Não terminou (Did not finish)             |   |                                      |
| Recorde pessoal       | Recorde pessoal do atleta (Personal best)    | Recorde da Oceania    | Recorde da Oceania (Oceania)          | DSQ / DQ                   | Desclassificado (Disqualified)            |   |                                      |
| Recorde da temporada  | Recorde da temporada do atleta (Season best) | Recorde sul-americano | Recorde sul-americano (South America) | NM                         | Sem marca (No mark)                       |   |                                      |